# 倪鸿福
倪鸿福（1933年11月—2002年5月15日），男，江苏川沙（今属上海市）人，中华人民共和国政治人物，曾任上海市人民政府副市长，上海市人民检察院检察长，中共十二大、十三大、十五大代表，第九届全国政协委员。